# Vreni Schawalder
Vreni Schawalder, née le 3 février 1946 à Frauenfeld (originaire de Widnau), est une personnalité politique suisse, membre du Parti socialiste.
Elle est la première femme élue au Conseil d'État du canton de Thurgovie, où elle dirige de 1996 à 2000 le département de l'instruction publique et de la culture.
Elle est également connue comme verbicruciste.

## Biographie

### Origines et famille
Vreni Schawalder naît Vreni Linder le 3 février 1946 à Frauenfeld, dans le canton de Thurgovie. Elle est originaire de Widnau, dans le canton de Saint-Gall. Elle a quatre frères et sœurs. 
Son père, Karl Linder, député radical au Grand Conseil du canton de Thurgovie, tient une menuiserie à Münchwilen, avec sa femme, née Lilly Bommeli.
Elle est mariée depuis 1968 à Walter Schawalder, instituteur, avec qui elle a trois enfants.

### Études et parcours professionnel
Après sa scolarité primaire et secondaire à Münchwilen, de 1953 à 1962, elle s'inscrit à l'école normale de Kreuzlingen, dont elle sort diplômée en 1967 au terme d'une année de stage à l'école primaire de Tuttwil.
Elle exerce son métier d'institutrice à Sankt Margarethen jusqu'à la naissance de son premier enfant en 1969, puis fait régulièrement des remplacements dans des écoles jusqu'en 1991.
Elle travaille par ailleurs comme journaliste indépendante, écrivant des billets d'humeur dans le Thurgauer Tagblatt et le Thurgauer Volksfreund (de). Connue pour ses mots croisés,, publiés notamment dans la NZZ am Sonntag et dans la Thurgauer Zeitung de 2001 à 2009, elle publie en 2003 dans la série Beobachter-Ratgeber un guide sur la fondation et le travail des associations, réédité plusieurs fois jusqu'en 2013.

### Parcours politique
Après avoir adhéré au Parti socialiste en 1976, Vreni Schawalder milite dans la section de Romanshorn jusqu'en 1996 (présidente ad interim de 1991 à 1993) et parfois au sein du groupe local de femmes socialistes. 
Elle est députée au Grand Conseil thurgovien de 1988 à 1996 et préside l'hémicycle en 1994-1995. Elle est par ailleurs membre de l'exécutif de Romanshorn de 1991 à 1996.
Elle est la première femme élue au Conseil d'État du canton de Thurgovie, le 10 mars 1996. Elle y dirige le département de l'instruction publique et de la culture, où elle traite notamment le nouveau règlement sur la maturité et le renouvellement du mode de financement des écoles primaires. Après être tombée gravement malade en novembre 1999 et avoir annoncé à son retour aux affaires qu'elle ne se présenterait pas pour un nouveau mandat en mars suivant, elle fait une rechute et démissionne avec effet immédiat en janvier 2000 pour raisons de santé.

### Activités associatives et bénévoles
Elle participe à l'organisation des repas à domicile de Romanshorn et occupe le poste de chef de service de transport de la Croix-Rouge de 1976 au début des années 1980.
Mère d'une fille née avec un handicap, elle est notamment présidente fondatrice de l'association des parents et amis de handicapés mentaux de Haute-Thurgovie (Insieme Thurgau, 1980-1993) et siège de 1994 à 1996 au sein la commission d'experts chargée d'examiner la situation des handicapés en Thurgovie.
Elle fonde et préside de 1993 à 2006 le comité régional du lac de Constance et du Rhin de l'action de secours en faveur de Sombor en Serbie et fait partie du comité du Frauenarchiv Thurgau de 2001 à 2009. Elle est par ailleurs présidente de l'association Feines Kino Romanshorn, qui gère le cinéma Roxy de Romanshorn, de 2013 à 2019.